# Rush (album)
Rush je debutové studiové album od kanadské rockové skupiny Rush, vydané v roce 1974 a remasterované v roce 1997. Na prvním albu je patrný vliv heavy metalu, který byl v té době typický pro mnoho oblíbených rockových skupin. Rush byli fandy takových skupin jako Led Zeppelin a Cream, což mělo vliv na většinu skladeb na tomto albu. Původní bubeník Rush, John Rutsey, hrál na všech skladbách, ale nebyl schopen zúčastnit se dlouhých turné kvůli onemocnění cukrovkou a skupinu opustil po vydání alba. Nahradil ho Neil Peart.

## Seznam stop
Autory skladeb jsou Geddy Lee a Alex Lifeson, pokud není uvedeno jinak.
1. "Finding My Way" – 5:05
2. "Need Some Love" – 2:18
3. "Take a Friend" – 4:24
4. "Here Again" – 7:37
5. "What You're Doing" – 4:22
6. "In the Mood" (Lee) – 3:33
7. "Before And After" – 5:34
8. "Working Man" – 7:11

## Obsazení
- Geddy Lee – zpěv, baskytara
- Alex Lifeson – kytary, zpěv
- John Rutsey – bicí, perkusy, zpěv

## Ceny za prodej
| Země | Organizace | Prodej         |
| USA  | RIAA       | Gold (500 000) |

## Diskografie
| Země   | Značka  | Formát   | Katalog    | Rok  |
| Kanada | Moon    | Vinyl    | MN 100     | 1974 |
| U.S.   | Mercury | Vinyl    | SRM 1-1011 | 1974 |
| Kanada | Anthem  | Vinyl    | ANR 1-1011 |      |
| U.S.   | Mercury | CD       | 534623     |      |
| Kanada | Anthem  | CD       | ANC 1-1001 | 1977 |
| Kanada | Anthem  | CD       | WANK 1001  |      |
| Kanada | Anthem  | CD       | ANMD 1001  |      |
| Kanada | Anthem  | CD       | ANMD 1075  | 1997 |
| Kanada | Mercury | 8 Track  | MC8 1-1011 |      |
| Kanada | Anthem  | 8 Track  | 8AN 1-1001 | 1977 |
| Kanada | Mercury | Cassette | MC4 1-1011 |      |
| Kanada | Anthem  | Cassette | 4AN 1-1001 |      |
| Kanada | Anthem  | Cassette | 4AN 1-106  |      |